# Stray (banda)
Stray fue  una banda británica de Hard rock formada en 1966.

## Historia
El cantante Steve Gadd (nacido el 27 de abril de 1952 en Londres), el guitarrista Del Bromham (25 de noviembre de 1951 en Londres), el bajista Gary Giles (23 de febrero de 1952 en Londres) y el baterista Steve Crutchley (nacido en 1952) formaron la agrupación, mientras asistían a la Christopher Wren School en Londres. Firmaron para Transatlantic Records en enero de 1970.
La banda nunca gozó de popularidad, pese a que su estilo de música estaba de moda en los años setenta. La formación original de Stray terminó disolviéndose en 1977, aunque Bromham continuó realizando algunas giras con otros músicos, usando el mismo nombre de la agrupación.

### Influencia
Algunos miembros de la banda británica de heavy metal Iron Maiden han manifestado su fanatismo por Stray, a tal punto de grabar una versión de la canción "All in Your Mind", contenida en el primer disco de Stray. Lauren Harris, hija de Steve Harris, bajista de Iron Maiden, también grabó una versión de la canción "Come On Over".

## Discografía

### Álbumes
- Stray (1970)
- Suicide (1971)
- Saturday Morning Pictures (1972)
- Mudanzas (1973)
- Move It (1974)
- Stray Tracks (1975)
- Stand Up and Be Counted (1975)
- Houdini (1976)
- Hearts of Fire (1976)
- Reflecting A Generation (compilado) (1977)
- Live at the Marquee (en vivo) (1984)
- New Dawn (1997)
- Alive and Giggin' (en vivo) (1997)
- 10 (2001)
- Live: In Yer face! (en vivo) (2002)
- Time Machine - Anthology 1970 - 1977
- Valhalla (2010)
- Live in Japan (2014)(en vivo)